# 石造殿
石造殿（朝鮮語: 석조전 Seogjojeon）とは、李王朝の宮殿であった徳寿宮に備わる西洋建築の棟を指す。大韓帝国期に石材で建てられた、韓国最古の新古典主義建築である。竣工は1909年。
ジョン・マクレヴィ・ブラウンが在職中に勧奨したイギリス人技師ハーディング（英語: J. R. Harding）が設計を担当し、施工監督は審議長（韓国人）と審議員（ロシア人）が選んで小川省吾（日本）とデイビッドソン（イギリス）を任命した。
石造りの3階建ては正面間口54 m、幅31 mである。いわゆるコロニアル様式を採用しており、ギリシャ建築（祖型）にルネサンス様式を加味した建築は、18世紀以降、英国植民地の各地に見られた。
石造殿は高宗が執務と外国使節の謁見に使用し、1階は控えの間、2階に皇帝の謁見の間、その上階に皇帝と皇后の寝室と応接間を配した。ハーディングは建物に面した庭園も設計し、西洋庭園と#噴水は建物の竣工（1909年）と同時期に完成した。
ここに収蔵されてきた宮中遺物展示館は韓国解放後に景福宮に移管し、この石造殿は国立博物館として機能した。復元工事が終わった2014年10月13日付で、国立古宮博物館と改称して幕を開けた。

## 歴史
石造殿の建設に関して、小田省吾は建築監督デイビッドソンの証言を記録している。
この建築事業は当初、予定地を慶熙宮としていたが、大韓帝国総税務士（当時）ジョン・マクレヴィ・ブラウン（英: John McLeavy Brown、繁体字中国語: 栢卓安）の建議で徳寿宮に変更すると、事前調査は1897年3月に実施された。
設計はイギリス人建築家ハーディング（G.R. Harding）が引き受け、内装担当はロブ・ラヴェル（英: Rob Lovell）というイギリス人に決まった。工事に先立ち、まず採石場で花崗岩を切り出して東大門の外の建材置き場に運ぶと、基礎工事は韓国人建築家 沈宜錫が監督した。続いて大倉組土木が建築作業を請け負い、監督と補佐の技師2名のもとで工事を進行した。1905年からデイヴィッドソン総監督が責任を負った時点で、すでに2階までほぼ完成していた。
前出のR・ラヴェル技師は1907年から内装工事に取り掛かり、暖房施設を含む配管や照明器具はイギリスのクリタル社（Crittall & Co.、ロンドン）が納入し、装飾は家具を含めてやはり同地のメープル社（Messrs Maple&Co.）が引き受けた。建物の竣工は1909年（隆熙3年）に迎え、王室への引き渡しは翌1910年（同4年）8月に執り行われた。
同じく1910年完成の庭園には、海外からシナブナ、トチノキ、ソメイヨシノ、ゲッケイジュ、クロフネツヅジを取り寄せて植え付け、ゲッケイジュとツツジのみ根付いた。本殿の建築経費は当初の総務士（總務司）による見積もりで94万ウォン、不足分としてメガダ（目賀田）が35万ウォンの補填予算を計上し、戦後に合計概算129万ウォンほどを支出した。

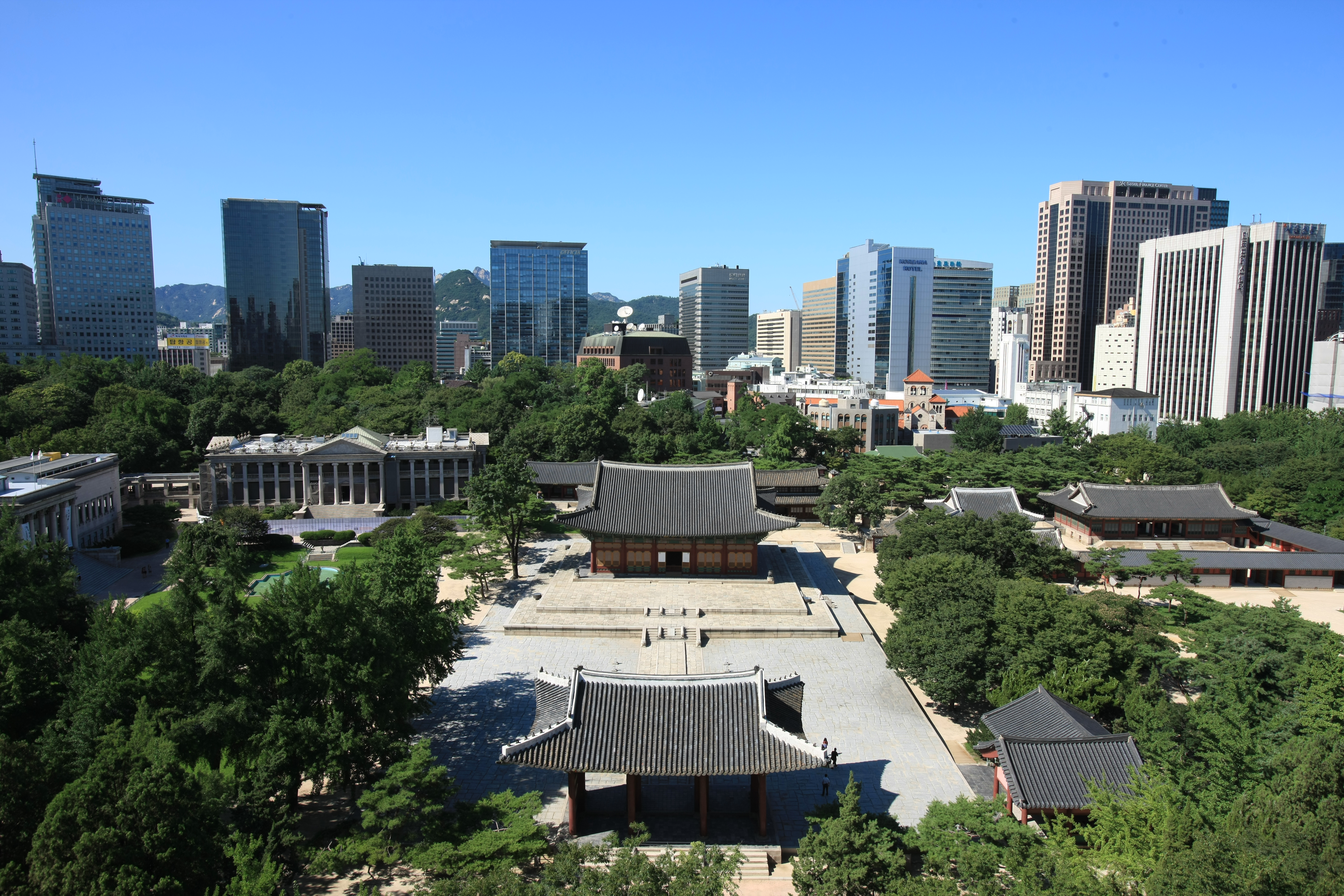
徳寿宮の俯瞰。左奥に石造殿が見える。

小田は本籍の京城帝国大学予科の教授職に戻り、やがて朝鮮総督府事務官を兼ねる（1924年）。
旧李王が海外の賓客と接見した当館では、1930年代から李王家の集めたコレクション198点を納めて美術館（李王家美術館）として機能し、これらの作品は1943年まで当館に収蔵した。当館は1973年-1986年の期間、国立現代美術館を収容した。
2003年には当館が収蔵する日本近代美術品を日本で借り受け、東京芸術大学大学美術館で展覧した。

## 特徴
当時、慶熙宮内にはすでに西洋式建築物があり、静観軒（정관헌）、重明殿（중명전）に加えて惇徳殿（돈덕전）と九成軒（구성헌）も中国製レンガ造りであった。石造殿のみ花崗岩で建てられ、また、そのルネッサンス様式も前例とは一線を画した。

## ギャラリー
- 静観軒
- 重明殿
- 惇徳殿
- 九成軒は写真左上の白く見える建物（1904年以前）